# Navr
Navr (Acer campestre) er en op til 15 m høj, løvfældende busk eller træ med en tæt grenet og ægformet til rund krone. På grund af artens evne til at tåle klipning bliver den meget brugt som hækplante. Plantens urteagtige dele indeholder mælkehvid saft.

## Beskrivelse
Navr er et middelstort, løvfældende træ med en tæt grenet og ægformet til rund krone. Stammen er kort, og hovedgrenene er oprette eller opstigende. Barken er først lyst chokoladebrun, dernæst stribet med lyse furer (nu og da også med kork-lister), og til sidst gråbrun og opsprækkende i firkantede felter.
Knopperne er modsatte, små og rødbrune med grå hår langs skælkanterne. Bladene er omvendt ægformede med to små og tre store lapper. Lappernes spidser er afrundede hver med tre grove tænder. Oversiden bliver hurtigt blank og mørkegrøn, mens undersiden er lysegrøn. Høstfarven er gul. Træet blomstrer kort efter løvspring i slutningen af maj. Blomsterne sidder i toppe, hvor de enkelte blomster er gulgrønne med røde pletter. De vingede frugter modner godt og spirer villigt i Danmark.
Rodsystemet er hjerteformet, men med mange, lodrette hovedrødder og fint forgrenede og højtliggende siderødder.
Højde x bredde og årlig tilvækst: 15 x 6 m (40 x 30 cm/år). Disse mål kan fx anvendes, når arten udplantes.

## Hjemsted
Navr er hjemmehørende i det sydøstlige Europa, inklusive de sydøstlige dele af Danmark. Her findes den på fugtig, svagt basisk og næringsrig bund i halvskygge under blandede ege-avnbøgeskove.
Ved Fanefjord Skov, der ligger på den sydvestligste del af Møn, vokser den sammen med bl.a. ahorn, ask, benved, bøg, alm. hvidtjørn, kvalkved, nyrebladet ranunkel, nældebladet klokke, rederod, sanikel og stilkeg

## Sorter
- Acer campestre 'Elsrijk' - med gennemgående stamme, kegleformet til ægformet krone og mindre blade.

## Anvendelse
Velegnet i kant og inde i både skovbryn, læ- og vildtplantninger. Navr har længe været kendt som hækplante, men træet bliver efterhånden også brugt som bytræ i både gader og parker.

## Sygdomme
Løv og skud angribes ofte af meldug.
| Portal | Portal:Botanik |

## Note
1. ↑   Naturstyrelsen: Fanefjord Skov – en kort beskrivelse af skoven